# Tuva Semmingsen
Tuva Semmingsen (* 13. Januar 1975) ist eine norwegische Mezzosopranistin.
Sie studierte an der Norwegian State Academy of Music und der Königlichen Opernakademie in Kopenhagen. Ihr Debüt gab sie 1999 an der königlichen Oper Kopenhagen in der Rolle des Cherubino in Figaros Hochzeit. In derselben Rolle sang sie ein Jahr später am Teatro La Fenice in Venedig. In Kopenhagen sang sie als Zerlina in Don Giovanni und als Sesto in La clemenza di Tito in zwei weiteren Mozart-Rollen, ferner die Rosina in Rossinis Barbier von Sevilla, Minerva und Melanto in Monteverdis Il ritorno d’Ulisse in patria, Nero in Die Krönung der Poppea, Rosmira in Händels Partenope, die Dryade in Richard Strauss’ Ariadne auf Naxos. Titelpartien sang sie in Rossinis Cenerentola, Debussys Pelléas et Mélisande und Janáčeks Schlauem Füchslein.
Als Sesto trat sie in Händels Giulio Cesare unter dem Dirigat von Emmanuelle Haïm in Lille auf, und in derselben Rolle unter Rinaldo Alessandrini in der Inszenierung von Stefan Herheim. Als Idamante tourte sie mit Les Arts Florissants unter William Christie in Idomeneo. Ferner trat sie unter anderem beim Stavanger Symphony Orchestra unter Fabio Biondi in Händels Il trionfo del Tempo e del Disinganno auf, im Schlosstheater Drottningholm als Alcina in Haydns Orlando paladino sowie beim Bergen International Festival, an der Nordnorsk Opera und mit dem Sønderjylland’s Symphony Orchestra.
2014 erschienen von ihr Aufnahmen von Jazz-Interpretationen und ein Album mit der dänischen Big Band The Orchestra.
Seit 2017 ist sie Mitglied im Ensemble des Badischen Staatstheaters Karlsruhe.
2018 trat sie als Solistin in einer Fernsehproduktion mit dem dänischen Radio-Sinfonieorchester (DRSO) unter der Dirigentin Sarah Hicks auf. Sie sang und pfiff die Melodien zu den populären Italowestern-Melodien von Ennio Morricone. 2019 trat sie erneut als Solistin des DRSO im Rahmen der Fantasymphony unter Leitung von Christian Schumann auf. 2020, als Solistin in der dänischen Radiosendung Divas and Diamonds, präsentierte sie erneut populäre Musik in Zusammenarbeit mit dem dänischen Radio-Sinfonieorchester, der DR Big Band und dem Danish National Vocal Ensemble.
Tuva Semmingsen hat drei Kinder und ist verheiratet mit dem dänischen Sänger und Schauspieler Joachim Knop. Ihr Sohn Herman Haugen Knop ist ebenfalls Schauspieler.